# De Frikonservative
 For alternative betydninger, se Frikonservative Parti (Tyskland).
De Frikonservative, også kaldet De Otte, var et dansk politisk parti med en betydelig indflydelse i begyndelsen af 1900-tallet. Partiet havde gode forbindelser til de skiftende regeringer i 1899-1918, og det var ofte tungen på vægtskålen i Landstinget. Det blev officielt dannet på Hotel Phønix i Bredgade i København den 4. december 1902.
Partiet ønskede sammenslutning af den konservative del af befolkningen til kamp mod socialismen. Partiet virkede for samarbejde mellem Folketinget og Landstinget. Partiet opstod, fordi dets stiftere ikke kunne tilslutte sig den – efter deres mening – reaktionære linje, som Landstingets Højre under ledelse af Estrup var slået ind på.
I efteråret 1899 opgav Højreregeringen at nå til enighed med Folketingets Venstreflertal om en skattereform. Sammen med andre moderate højremænd optog en gruppe på otte af Højres landstingsmedlemmer på egen hånd nye forhandlinger med Venstre. De Otte ønskede på dette tidspunkt, at de moderate dele af Højre og Venstre skulle gå sammen og danne et Landboparti. Disse planer blev dog aldrig virkeliggjort. 
I år 1900 vedtog Folketinget det skatteforslag, som Venstre og De Otte havde udarbejdet i fællesskab. I Landstinget fremlægger Højres konseilspræsident Hannibal Sehested et konkurrerende skatteforslag. Dette fører i november 1900 til et dramatisk sammenstød mellem Sehested og grev Mogens Frijs, der er "De Ottes" leder. De Otte melder sig ud af Højre og danner deres eget parti med ni landstingsmedlemmer. Uofficielt bliver de kaldt De Frikonservative. Et navn der bliver officielt i 1902. 
De ledende frikonservative bliver Mogens Frijs, tidligere konseilspræsident Tage Reedtz-Thott, borgmester Hans Nicolai Hansen og forpagter, godsejer Christian Michael Rottbøll. Senere blev konsul Frederik Hey også en ledende skikkelse. Gennem senere finansminister Edvard Brandes får Mogens Frijs gode kontakter til Det Radikale Venstre. 
I perioden 1901-1912 øver De Frikonservative en modererende indflydelse på Venstres regeringer. Et eksempel er den almindelige valgret til kommunalbestyrelserne, der blev vedtaget i 1908. Her får De Frikonservative sat igennem, at den privilegerede valgret til amtsrådene bliver bevaret til 1916. De Frikonservative medvirkede til Albertis fald i 1908. 
Den 23. oktober 1912 fremsætter Venstres konseilspræsident Klaus Berntsen et forslag til en demokratisk grundlov. Dette udløser en alvorlig krise mellem Venstre og De Frikonservative. Efter at den radikale regering har gennemført den nye grundlov i 1915, går De Frikonservative sammen med Højre for at danne Det konservative Folkeparti. 
Den frikonservative Rottbøll var 1916-1918 kontrolminister i Ministeriet Zahle II. I sommeren 1917 blev han ekskluderet af Det konservative Folkeparti. Som svar blev De Frikonservative genoprettet af fem landstingsmedlemmer og et folketingsmedlem. Mogens Frijs var fortsat partiets leder. I 1918 blev Rottbøll genvalgt til Landstinget, men han forlod Rigsdagen og politik i 1920, og derefter havde De Frikonservative ikke længere nogen politisk repræsentation i Rigsdagen.